# Vékony Antal
Vékony Antal (Tiszaújlak, 1848. június 20. – Máramarossziget, 1903. március 15.) tanár, író, költő.

## Élete
1866-ig a máramarosszigeti kollégiumban tanult, ezután Pesten hallgatott teológiát. 1870-ben tanári oklevelet szerzett, s ettől fogva haláláig gimnáziumi tanár volt Máramarosszigeten. Modern nyelvre írta át Zrínyi Szigeti veszedelem című eposzát. (Sziget ostroma, 1892.) Költeményeket írt a Máramaros című lapba. Cikkei az Igazmondóban jelentek meg.

## Művei (válogatás)
- 1876. Emlékvers Teleki Domokos sírjánál
- 1877. Csatáry József emlékezete
- 1886. A dongó
- 1892. Sziget ostroma